# Yann ar Floc'h
Yann ar Floc'h (25 février 1881 - 2 juillet 1936), nom de plume de Jean Le Page, est un écrivain breton en langue bretonne. Il a recueilli les traditions orales du pays de l'Aulne dans le département du Finistère pour les publier dans des revues bretonnes. Il fait alors partie des rares folkloristes à publier ce genre de collectage en langue bretonne. Ces textes sont compilés de manière posthume dans le recueil Koñchennou Eus Bro ar Ster Aon (« Contes du pays de l'Aulne »). L’intérêt de l'œuvre de Yann ar Floc'h n'a pas été reconnu de son vivant. 

## Collectages et publications
Entre 1904 et 1911, il publie les différents contes en langue bretonne qui forment le recueil Koñchennou eus Bro ar Ster Aon (« Contes du pays de l'Aulne ») dans des revues, notamment Kroaz ar Vretoned et Ar Vro. Yann ar Floc'h a notamment rassemblé en 1905 la plus longue version orale connue de l'histoire du roi Marc'h, version qui présente un grand intérêt en matière d'étude du personnage. Ces contes forment « la narration originale de traditions folkloriques » et sont représentatifs du renouvellement de la littérature bretonne populaire en prose au début du XXe siècle. En 1950, les contes publiés dans des revues sont réédités par Yeun ar Gow, avec un avant-propos, dans un unique ouvrage en langue bretonne d'origine, publié à Quimper chez Dault.
- Koñchennou eus Bro ar Ster Aon, Le Dault, 1950
- Koñchennou euz bro ar ster Aon, Emgleo Breiz, 2002  (ISBN 2913860044 et 9782913860049)

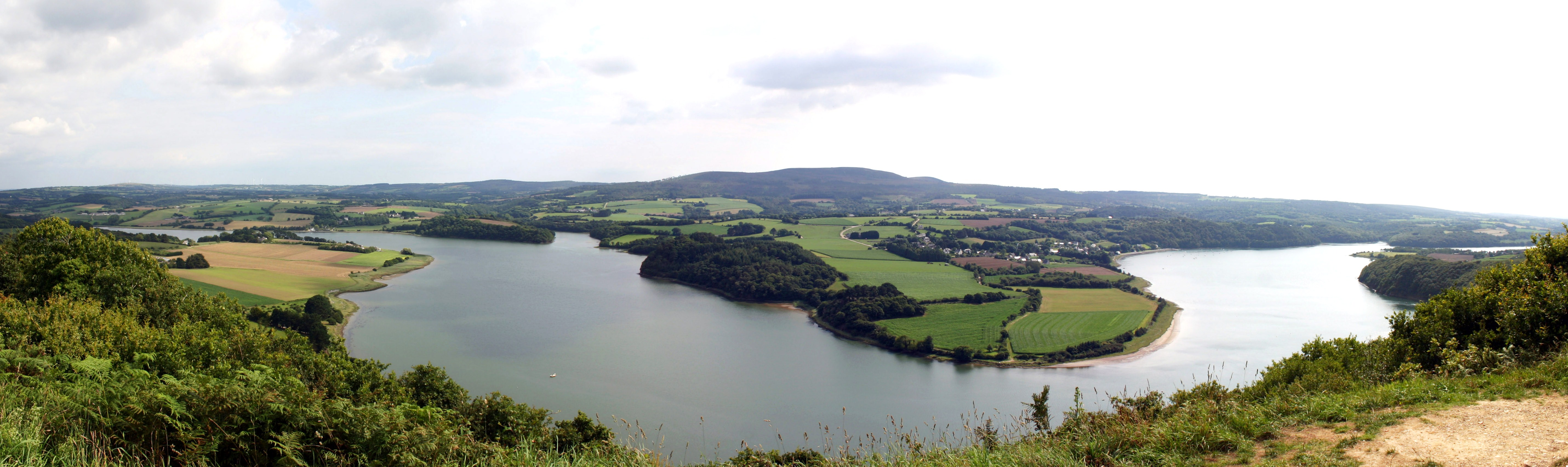
Le pays de l'Aulne, où Yann ar Floc'h a collecté ses récits en langue bretonne.

## Postérité
L’intérêt des collectages et des écrits de Yann ar Floc'h en langue bretonne n'a pas été reconnu de son vivant, mais ses textes sont repris dans des publications plus tardives. Des écrits de Yann ar Floc'h font partie des manuscrits légués par Joseph Ollivier à la bibliothèque municipale de Rennes en 1957 : Kontadennou gwechal-goz-koz et Yan Seitek.